# Katarzyna Majgier
Katarzyna Majgier (ur. 30 grudnia 1973 w Krakowie) – polska autorka książek dla dzieci i nastolatków.

## Życiorys
W latach 1992–1997 studiowała psychologię na Uniwersytecie Jagiellońskim. Pod koniec studiów nawiązała współpracę z internetowym magazynem „Reporter” – najstarszym e-zinem wydawanym w Polsce. W 1997 roku obroniła pracę magisterską z zakresu psychologii twórczości i rozpoczęła studia doktoranckie. Zajmowała się społecznościami internetowymi. W międzyczasie nawiązała współpracę z wydawanymi tradycyjnie czasopismami (m.in. magazyn „WWW”), gdzie pisała artykuły na temat psychologii internetu oraz społeczności internetowych. W roku 1998 została redaktorem naczelnym „Reportera” i była nim do końca istnienia magazynu (2003). Pracowała w portalach internetowych, pisała też artykuły popularnonaukowe do prasy, głównie o tematyce związanej ze internetem. W latach 2003–2005 pracowała w branży wydawniczej. W 2000 roku uruchomiła popularny internetowy serwis dla dzieci i nastolatków „Junior”. Była nominowana do nagrody literackiej Polskiej Sekcji IBBY – Książka Roku 2006 – za powieść Trzynastka na karku. W 2007 roku została laureatką Nagrody Literackiej im. K. Makuszyńskiego. 31 października 2008 roku uruchomiła kolejny serwis dla nastoletnich internautów – „Amanita”.

## Życie prywatne
- Żona Dariusza Majgiera, twórcy serwisu „Reporter”.
- Jest najstarszym dzieckiem w swojej rodzinie. Jej najmłodszy brat jest od niej młodszy o 15 lat.

## Twórczość

### Dzienniki Ani Szuch
- Trzynastka na karku (2006)
- Marzycielki (2007)
- Po co mi chłopak? (2008)
- Miłość ci wszystko wyPaczy (2009)
- Gdybym była czekoladą (2010)

### Powieści
- Amelka (2006)
- Przebój na pięć (2008)
- Misiek, co ty opowiadasz? (2010)
- Świat według Vanessy (2012)
- Ula i Urwisy: Nowi sąsiedzi (2014)
- Ula i Urwisy: Dzieciństwo jest super! (2014)
- Tajemnica starego pałacu. Duch z Niewiadomic (2014)
- Ula i Urwisy: Idę do zerówki (2014)
- Stuletnia Gospoda (2014)
- Tajemnice starego pałacu. Milioner z Gdańska (2015)
- Niedokończony eliksir nieśmiertelności (2016)
- Kuchennymi drzwiami: Gra pozorów (2016)
- Tajemnice starego pałacu. Konserwator z Warszawy (2017)
- Kuchennymi drzwiami: Światło i cień (2017)
- Gorzka czekolada, tom 2. Nowe opowiadania o ważnych sprawach (2019, współautorka)